# Sid Meier's Pirates!
Pour les articles homonymes, voir Sid.
Sid Meier's Pirates! est un jeu vidéo créé par Sid Meier, publié pour la première fois par MicroProse en 1987. Le jeu est une simulation de la vie d'un pirate dans les Caraïbes au XVIIe siècle.

## Déroulement du jeu
Pirates! est un jeu solo. Le joueur ne prend pas en fait le rôle de pirate, mais plutôt celui de flibustier ou plus rarement de corsaire, au service de l'Espagne, de la Hollande, de l'Angleterre, ou de la France (bien que sa fidélité puisse changer au cours du jeu). Le gameplay est ouvert; le joueur peut choisir d'attaquer les navires ennemis ou les villes, chasser les pirates, rechercher les trésors enterrés ou les membres enlevés de sa famille, séduire la fille du gouverneur ou même éviter la violence en cherchant à augmenter sa richesse grâce au commerce. Le jeu suit une trame historique : si l'Angleterre et la France sont par exemple en guerre contre l'Espagne, le joueur pourra se voir récompensé par les gouverneurs des différentes villes françaises et anglaises s'il attaque les navires et villes espagnoles. Il y a deux types de récompense qui se combinent : le don d'acres de terres cultivables qui permettra au joueur de devenir de plus en plus riche (ce qui a une influence sur le score final) et la décoration : grade militaire de la marine (d'enseigne à Amiral) puis titre de noblesse (de baron au Duc). Cela aura aussi une forte influence sur le score final. Le jeu n'a également aucune fin prédéterminée, bien que pendant l'écoulement du temps, la santé du joueur devient plus fragile et que sa réputation (bonne au mauvaise) peut jouer en sa faveur ou sa défaveur... Le jeu finit quand le joueur décide de se retirer ou quand sa santé l'empêche de poursuivre son aventure. On lui donne alors une position dans sa future vie, de mendiant à conseil du Roi, basée sur sa richesse, ses terres, son grade, son état civil et d'autres accomplissements.
Le jeu fait appel à des capacités très variées : la coordination des mouvements pendant les combats à l'épée, la tactique pendant les phases de combats maritimes et terrestres et la stratégie, lorsque vous devez décider entre l'action pacifique ou belliqueuse. Chaque jeu aura un déroulement différent, comme les divers événements se produisant tôt dans le jeu peuvent considérablement affecter les choix stratégiques du futur. En outre, le jeu possède un côté éducatif, il permet en effet un apprentissage de la géographie et de l'histoire des Caraïbes. Avoir des connaissances de la tactique navale est une chose importante, comme quand au cours du jeu le joueur doit battre une frégate avec une chaloupe , qui est le double de sa taille, par vent contraire; mais si par contre il a assez de chance pour avoir un bonus météo, ceci lui donnera un avantage impossible à obtenir dans les livres. Le jeu est en accord avec l'histoire des Caraïbes entre le XVIe et le XVIIe siècle : les villes, les forces en présence, les variétés de navires. Il présente même pour le joueur la possibilité d'attaquer les galions de la Flotte au trésor ou l'une des villes par laquelle chemine le train d'argent. La Flotte au trésor a vraiment existé. L'Espagne faisait remonter l'or du Pérou et de ses diverses possessions vers les Caraïbes. Cet or était chargé sur des galions de la couronne d'Espagne qui parcouraient les Caraïbes de villes en villes afin de se charger tout en étant protégés par des navires de guerre. La dernière escale était souvent la Havane avant que la Flotte ne passe par le canal de Floride (canal forme par la Floride à l'ouest et l'archipel des Bahamas à l'est) et se dirige vers Séville. Dans le jeu, il est possible de l'attaquer aussi bien en mer que sur terre. Mais cela reste difficile et le secret de son cheminement était sagement gardé par les Espagnols, il est possible néanmoins dans le jeu d'en apprendre davantage sur la localisation de celle-ci en se rendant dans les tavernes pour y écouter les rumeurs.

Le Train d'argent a aussi historiquement existé. C'était un train de mules qui transportait de l'argent et se chargeait de villes en villes espagnoles. Il n'est possible de l'attaquer que par la terre. Il est aussi difficile de savoir où il se trouve.

## Accueil
Pirates! était un jeu novateur à son époque. Bien que d'autres jeux ouverts existaient alors (comme Elite en 1984), le modèle de jeu avec joueur meneur du jeu comme dans Pirates! est considéré comme le prédécesseur spirituel d'innombrables autres, beaucoup d'ailleurs de Sid Meier lui-même (Civilization, Colonization ou Railroad Tycoon) et tant d'autres, notamment de Will Wright (SimCity, The Sims). Pirates! a gagné beaucoup de récompenses à l'époque de sa sortie, étant appelé jeu de l'année dans son genre par au moins trois magazines de jeu, et a continué à gagner des récompenses depuis, après avoir été élu parmi les 20 meilleurs jeux de tous les temps par Computer Gaming World Magazine. Pirates! a gagné aussi deux Origins Award's, celui du meilleur jeu fantastique ou de science-fiction et celui des meilleurs graphismes en 1987.
Pirates est ressorti sur PC en 2004 sous la direction de son créateur dans une version gardant l'esprit du premier opus et ajoutant principalement une interface graphique en 3D. Des améliorations ont été apportées notamment au combat à l'épée, durant les combats navals et lors des attaques de villes, avec quelques innovations comme les séances de danse lors des bals ou encore les tractations avec des populations indigènes.
Pirates! est tout comme Civilization (même créateur en la personne de Sid Meier) un jeu à la durée de vie illimitée : chaque partie est différente. L'immense point fort du jeu réside dans la liberté totale dont jouit le joueur.

## Différentes versions
- Sid Meier's Pirates! (1987)
- Pirates! Gold (1993) : réédition en 256 couleurs avec son MIDI et support souris sur PC[1].
- Pirates! Gold (1994) : réédition du jeu sur Mega Drive et Amiga CD32 avec des graphismes mis à jour (identiques sur les deux supports) et un son et une intro en FMV pour la version CD32. Ces versions sont différentes de la version PC du même nom[2].
- Sid Meier's Pirates! (2004) : réédition entièrement en 3D.
- Sid Meier's Pirates! pour iPad